# 名古屋軍応援歌
「名古屋軍応援歌」（なごやぐんおうえんか）は、かつて日本職業野球連盟に所属していた球団で現在の中日ドラゴンズの源流に当たる名古屋軍の公式応援団が1936年（昭和11年）3月19日に発表した楽曲である。
作詞は古田昴生、作曲は神納照美と推定されている。

## 解説
日本野球機構（NPB）に所属する現存12球団で最古の球団歌は「六甲おろし」の通称で知られる「阪神タイガースの歌」と紹介される場合が多いが、中日の前身に当たる名古屋軍では「六甲おろし」の初演奏が甲子園ホテルで行われた1936年（昭和11年）3月25日よりも6日早く、3月19日に新愛知新聞社の本社講堂内で開催された公式応援団の発会式で「名古屋軍応援歌」を発表していた。
よって、この「名古屋軍応援歌」は「NPBの現存12チームで最初の球団歌」と定義することが可能であり、歌詞は当時の新聞記事から確認できるものの中日の球団事務所には資料が残っていない。そのため、1950年（昭和25年）の2リーグ分裂時に制定した「ドラゴンズの歌」が中日新聞の前身に当たる新愛知と名古屋新聞が合併し、球団名を「ドラゴンズ」と定めて以降の“初代”として扱われることがほとんどである。
なお「日本のプロ野球チームの球団歌」としては「名古屋軍応援歌」や「六甲おろし」よりもさらに遡った1920年（大正9年）に日本初の職業野球団として結成された日本運動協会が1922年（大正11年）に制定した児玉花外作詞の「日本運動協会野球歌」が最古とされているが、作曲者は不詳であり「名古屋軍応援歌」と同様に楽譜が散逸状態のため歌詞しか伝わっていない。
この「名古屋軍応援歌」は資料がほとんど残っていないためいずれも中日新聞社が刊行した1965年（昭和40年）の 『中日ドラゴンズ三十年史』や2006年（平成18年）の『中日ドラゴンズ70年史』においても記述が見当たらないが、2024年（令和6年）になり中日スポーツの特集記事「NAGOYA発」において制定から88年ぶりに紹介された。

### 名古屋軍応援団制定
新愛知の1936年（昭和11年）3月19日付11面掲載記事「打てよ熱球空高く 名古屋軍の応援歌出来上り けふ応援団の発会式」では「投げよ剛球 打てよ堅棒」で始まる全4番のものと「打てよ打て打て」で始まり「フレーフレーフレー名古屋軍」で終わる全3番のものと2種類の歌詞が掲載された。記事中において作詞者は新愛知新聞社学芸部長の古田昴生（1901年 - 1986年）、作曲者は「神野東海ブラスバンド連盟常任理事」とされるが、このうち作曲者に関してはトロンボーン奏者で1934年（昭和9年）にアマチュア・ブラスバンド東海連盟を創設した神納照美（1899年 - 1987年）の誤記とみられる。
名古屋軍は公式応援団結成直後、新愛知新聞社傘下の國民新聞が創設した“兄弟球団”の大東京軍を鳴海球場に迎えて3月21・22日に2連戦を行い、この試合での演奏が「名古屋軍応援歌」の“実戦”デビューとされている。中日の球団事務所はもとより神納が創設したアマチュア・ブラスバンド東海連盟の後身に当たる東海吹奏楽連盟も楽譜は所蔵しておらず、2種類の歌詞を連続して演奏するのか個々に独立した楽曲だったのかは不明である。

### 読者投稿の替え歌
新愛知では2日後の3月21日にも「ファンが寄せた名古屋軍応援歌」の見出しで旧制第一高校の寮歌「アムール川の流血や」の替え歌として別の「名古屋軍応援歌」全3番が紹介されている。この替え歌版の「名古屋軍応援歌」は新聞読者から寄せられた「左の優秀なる歌詞」としか記述されておらず作詞者の個人名は一切不詳だが、旋律に関しては栗林宇一（1882年 - 1958年）が作曲者とされる原曲の楽譜を基に復元が可能である。

## 備考
中日新聞の前身の1紙であり1942年（昭和17年）の合併時まで新愛知と激しく競合していた名古屋新聞では対抗して名古屋金鯱軍を結成したが、総監督の岡田源三郎が自ら作詞した「金鯱の歌」を球団歌としていた。
また、名古屋軍の“兄弟球団”のような扱いで創設された大東京軍は結成翌年に國民新聞が手を退き、小林商店をスポンサーに迎えて「ライオン軍」へ改称した後に歌詞を懸賞公募した1939年（昭和14年）制定の「制覇に進む若き獅子」が最初の球団歌となった。